# 尤妮·卡爾蒂卡
尤妮·卡爾蒂卡（1973年7月16日—），出生於三寶瓏，印尼前女子羽球運動員。
尤妮在1990/1991賽季贏得了德國國際青年錦標賽。1992年，她在馬來西亞羽球公開賽女子單打決賽中，輸掉中國選手黃華而獲得亞軍。在1994年優霸盃，她參與印尼隊贏得世界冠軍，但沒有在與中國隊的決賽中上場。